# جبهة جنوبية شرقية
الجبهة الجنوبية الشرقية (بالروسية: Юго-Восточный фронт) واحدة من الجبهات السوفيتية المتعددة التي كوّنها الجيش الأحمر أثناء الحرب العالمية الثانية عقِب اندلاع الحرب السوفيتية الألمانية، تأسست الجبهة في الخامس من أغسطس لعام 1942 من وحدات سابقة تابعة لجبهة ستالينگراد تحت إمرة الهيكل القيادي السابق لجيش الحرس الأول دبابات والجبهة الجنوبية المُنحلة.

## الموقع
تمركزت الجبهة في المنطقة الجنوبية للنطاق الدفاعي حول مدينة ستالينگراد لمنع القوات الألمانية من التقدّم بطول نهر الڤولگا، كما تحكّمت الجبهة في أُسيطيل الڤولگا الحربي، ومنطقة ستالينگراد العسكرية، ومنظومة الدفاع الجوي حول مدينة ستالينگراد.

## التكوين
تكوّنت الجبهة الجنوبية الشرقية من الجيوش الثامنة والعشرين، الثانية والخمسين، والسابعة والخمسين، والثانية والستين، والسابعة والستين، وجيش الحرس الأول دبابات، علاوة على الجيش الجوي الثامن والذي أُلحق بالجبهة في وقت لاحق.

## المصير
استمرّت الجبهة الجنوبية الشرقية في مواقعها حتى الثامن والعشرين من سبتمبر لعام 1942، بعدها تم تغيير اسم الجبهة مرة أخرى إلى جبهة ستالينگراد، في الوقت نفسه تم تغيير اسم جبهة ستالينگراد الأولى إلى جبهة الدون.

## الهيكل القيادي
كعادة كل وحدات الجيش الأحمر خضعت الجبهة الجنوبية الشرقية للقيادة المباشرة للستاڤكا، في حين تكوّن الهيكل القيادي للجبهة على أرض المعركة من كل من:
- القائد العام للجبهة: الكولونيل العام أندرێ يريومينكو
- ممثلو المجلس العسكري: العميد المفوّض ڤلاديمير لايوك (من أغسطس 1942) ونيكيتا خوروچٸوڤ (من سبتمبر 1942)
- رئيس الأركان: اللواء گيورگي زخاروڤ